# Edward L. Martin
Edward Livingston Martin (* 29. März 1837 in Seaford, Delaware; † 22. Januar 1897 ebenda) war ein US-amerikanischer Politiker. Zwischen 1879 und 1883 vertrat er den Bundesstaat Delaware im US-Repräsentantenhaus.

## Werdegang
Edward Martin wurde zunächst an Privatschulen ausgebildet. Danach besuchte er die Newark Academy und dann die Bolmar’s Academy in West Chester (Pennsylvania). Anschließend studierte er bis 1859 an der University of Virginia in Charlottesville. Zwischen 1863 und 1865 war er Verwaltungsangestellter (Clerk) im Senat von Delaware.
Martin wurde Mitglied der Demokratischen Partei. Zwischen 1864 und 1884 besuchte er mit einer Ausnahme im Jahr 1868 alle Democratic National Conventions. Nach einem Jurastudium an der University of Virginia und seiner im Jahr 1866 erfolgten Zulassung als Rechtsanwalt begann er in Dover in seinem neuen Beruf zu arbeiten. Im Jahr 1867 kehrte er nach Seaford zurück, wo er in der Landwirtschaft und im Gartenbau tätig wurde. Danach war er Direktor des Landwirtschaftsausschusses des Staates Delaware sowie Präsident der Gartenbaugesellschaft seiner Heimat (Peninsula Horticultural Society). Außerdem hielt er Vorlesungen an der staatlichen Versuchsfarm (State Grange) von Delaware.
In den Jahren 1873 bis 1875 war er Mitglied einer Kommission, die sich mit dem umstrittenen Grenzverlauf zwischen den Bundesstaaten Delaware und New Jersey befasste. 1878 wurde Martin dann in das US-Repräsentantenhaus in Washington, D.C. gewählt, wo er am 4. März 1879 James Williams ablöste. Nach einer Wiederwahl im Jahr 1880 konnte er bis zum 3. März 1883 im Kongress verbleiben. Im Jahr 1882 verzichtete er auf eine erneute Kandidatur.
Nach seiner Zeit im Kongress widmete er sich wieder seine privaten, vor allem landwirtschaftlichen, Angelegenheiten. Zweimal bewarb er sich erfolglos für den US-Senat. Zusammen mit Arthur Stilwell gründete Martin im Jahr 1887 die Eisenbahngesellschaft Kansas City Suburban Belt Railway (Vorgängergesellschaft der Kansas City Southern Railway) in Kansas City, die im Jahr 1890 in Betrieb ging. Edward Martin starb am 22. Januar 1897 in seinem Geburtsort Seaford und wurde dort auch beigesetzt.